# Jean Joseph François Poujoulat
Jean Joseph François Poujoulat (Montferrand-la-Fare, 1808. január 28. – Párizs, 1880. január 5.) francia történész és újságíró.

## Életpályája
Jean Joseph François Poujoulat 1808. január 28-án született a franciaországi Montferrand-la-Fare-ban. Poujoulat Joseph François Michaud-val társszerzője volt a Bibliothèque des Croisades című könyvnek, majd Michaud-val a keresztes hadjáratok színhelyeinek tanulmányozása céljából 1830-ban beutazták Európát, Ázsiát és Törökországot, útjuk során különösen alaposan felfedezve Jeruzsálemet, Júdeát és Szíriát, majd visszatérésük után 1832-1835 között közösen adták ki a Correspondence d'Orient (1832-1835) című kötetet. 
Lelkes royalista volt, keserűen ellenezte I. Lajos Fülöp francia király 1830-as trónra lépését, a politikában a Joseph François Michaud által szerkesztett La Quotidienne című lapba írt cikkeivel tette magát ismertté. Miután a francia középosztályban ápolta a köztársaságoktól való félelmet, 1851-ben segített előkészíteni a terepet Napóleon államcsínyének; de az Union, a Revue des Deux Mondes és más folyóiratok hasábjain keresztül is elszántan hadat üzent I. Lajos Fülöp francia király új kormányának. 
1840-1646-ban új kiadásban adta ki A keresztes hadjáratok története című művét. Termékeny szerzője volt főként a vallástörténetről és annak aktuális vitáiról szóló műveknek.
Párizsban hunyt el 72 évesen, 1880. január 5-én.

## Galéria

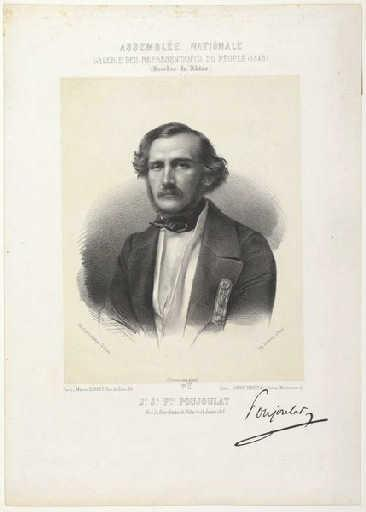

## Fordítás
- Ez a szócikk részben vagy egészben  a   Jean Joseph François Poujoulat című angol Wikipédia-szócikk fordításán alapul.  Az eredeti cikk szerkesztőit annak laptörténete sorolja fel. Ez a jelzés csupán a megfogalmazás eredetét és a szerzői jogokat jelzi, nem szolgál a cikkben szereplő információk forrásmegjelöléseként.